# Ota II. z Lichtenštejna
Ota II. z Lichtenštejna-Murau uváděn též jako Ota III. z Lichtenštejna-Murau, nebo Ota starší z Lichtenštejna (německy Otto II. (der Ältere) von Liechtenstein, či Odo Liechtenstein von Murau apod., * kolem roku 1240 – 14. nebo 24. listopadu 1311, Murau) byl rakouský šlechtic z rodu Lichtenštejnů, působil jako zemský hejtman ve Štýrsku.

## Život

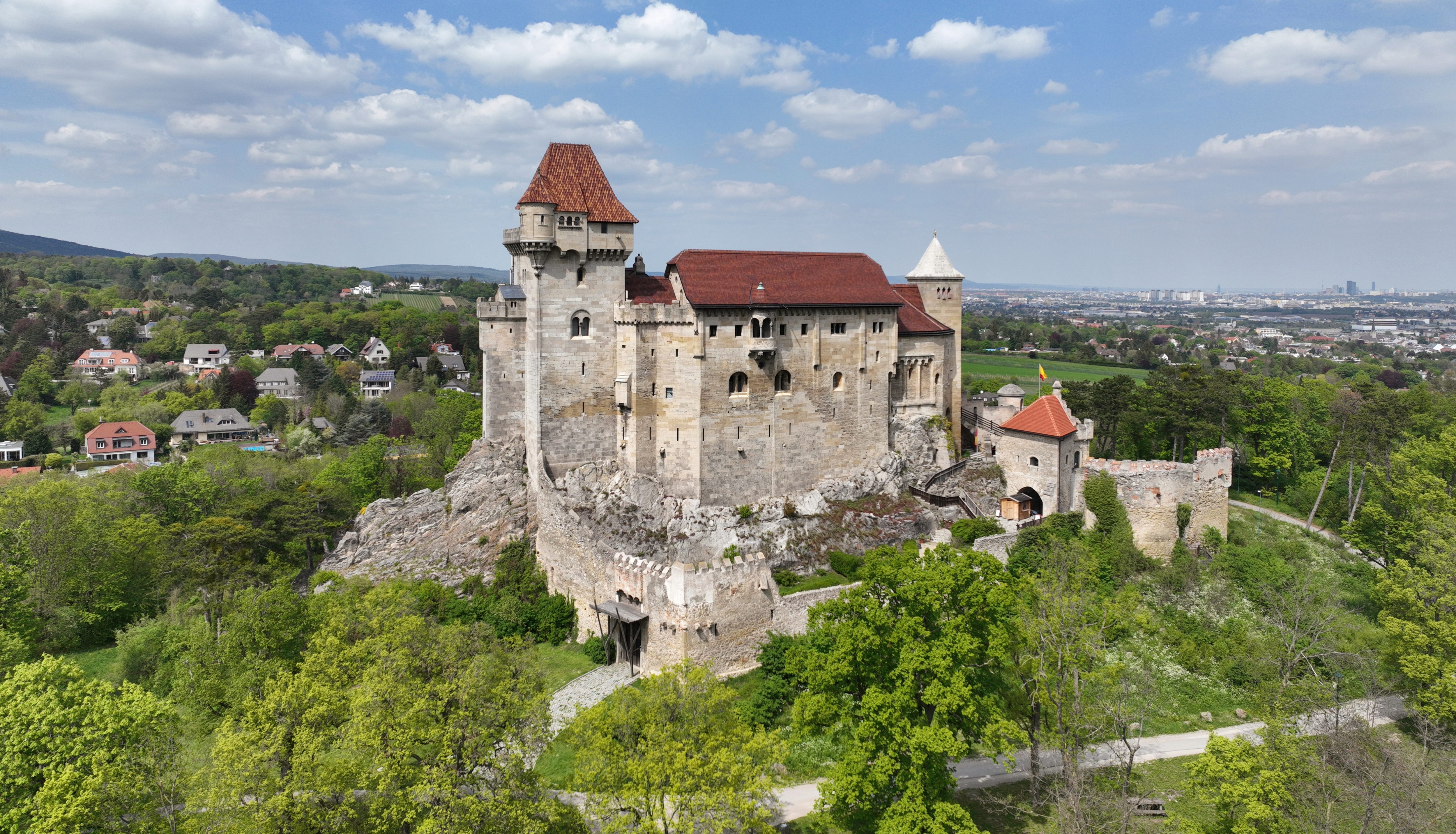
Hrad Liechtenstein, Dolní Rakousy

Narodil se jako syn minesengra Oldřicha I. z Lichtenštejna († 1275) a Perchty z Weizensteinu († před rokem 1275).
Od roku 1252 je Ota uváděn na několika listinách jako svědek. Vykonával úřad zemského hejtmana ve Štýrsku
Ota se svým otcem stál straně českého krále Přemysla Otakara II., který v roce 1260 prosadil svůj nárok na Štýrsko proti uherským Arpádovcům. V říjnu 1264 při příležitosti svatby Bély, mladšího syna uherského krále Bély IV., s neteří českého krále Kunhutou Braniborskou, byl Ota povýšen do rytířského stavu. Byl také velitelem štýrského vojska v bitvě na Moravském poli. Vypráví o tom štýrský kronikář Ottokar ve službách rodu Lichtenštejnů, jehož kronika je hlavním pramenem pro dějiny tehdejšího Vnitřního Rakouska.
Německý král Rudolf I. jmenoval Otu nejvyšším zemským sudím a jeho nástupci Albrechtovi zapůjčil Ota hrad Enzersdorf (Liechtenstein) u Mödlingu, který získal po Konrádovi a Sybothovi z Arensteinu. Tento hrad v průběhu staletí mnohokrát změnil majitele a teprve v roce 1807, ho odkoupil kníže Jan z Lichtenštejna od Stanislava Poniatowského zpět, a stejně tak později v květnu 1814 odkoupil od svobodných pánů z Königsbrunnu první rodové sídlo Lichtenštejnů u Judenburgu.
Ota se svými syny Rudolfem a Otou, založil v Murau rodovou hrobku, kterou vlastnil již od roku 1200 jejich předek Rudolf Ota z Lichtenštejna.

### Manželství a potomstvo
Ota byl třikrát ženatý a měl celkem sedm dětí:
- Jeho první manželkou se před 23. březnem 1249 stala Anežka z Vildonu, dcera Lutolda z Wildonu. Z tohoto manželství se narodili dva synové
  - Rudolf a
  - Ota mladší (1280 – 19. května 1340, kvůli rozlišení od otce, uváděného také jako Ota starší), ženatý s
  - dcera Adéla
- Jeho druhou ženou se před rokem 1260 stala Diemut z Lichtenštejna, dcera Jindřicha I. z Lichtenštejna na Mikulově. Z tohoto manželství se pravděpodobně narodily jeho další děti: 
  - Kunhuta
  - Herburk
  - Ota V.
- Třetí manželkou byla po roce 1265 Adéla z Pottendorfu, dcera Rudolfa z Pottendorfu. Z tohoto svazku se narodil syn:
  - Ondřej (* 1377), ženatý s Alžbětou a později Anežkou z Kuenringu

Ota mladší byl věrným spolubojovníkem rakouského vévody Bedřicha Sličného a v letech 1267-1268 společně s dalšími šlechtici doprovázel ze Štýrska českého krále v bojích proti Prusku a později vojensky pomohl Habsburkům. V roce 1335 mu vévoda Albrecht II. daroval zkonfiskovaná panství po korutanském maršálovi Bedřichu z Auffensteinu, spojenci Markéty Pyskaté. Ota mladší byl ženatý s Kateřinou Bregenzskou, šlechtičnou patřící k nejstarší rhétské šlechtě.